# Tor Castle
Tor Castle er ruinen af en borg omkring 5 km nordøst for Fort William, Highland, Skotland, vest for floden Lochy og øst for Caledonian Canal, nær Torlundy.

## Historie
Der lå tidligere et jernalderfort på stedet. Ifølge legenden tilhørte dette fort på et tidspunkt Banquo der er en figur i Macbeth. Der har været en borg på stedet i hvert fald siden 1000-tallet.
I 1291 blev Angus Mackintosh, høvding for Clan Mackintosh, gift med Eva, den eneste af Dougal Dals døtre, høvding for Clan Chattan, hvilket gav Angus jord i Glenloy og Loch Arkaig. Angus og Eva boede på Clan Chattans jord ved Tor Castle med flyttede senere til Rothiemurchus.
Borgen blev erobret af Clan Cameron, der opførte et stort beboelsestårn og borggård. Ewen Cameron af Lochiel, 13. høvding Clan Cameron genopbyggede borgen i 1530. Cameron-familien brugte borgen som tilflugtssted til angreb fra Clan MacDonald of Keppoch.
I dag består borgen af ruinerne fra beboelsestårnet, der nogle steder kun er fundamentet.